# Tecla (esposa de Miguel II)
Tecla foi uma imperatriz-consorte bizantina, primeira esposa do imperador Miguel II, o Amoriano.

## Família
De acordo com Teófanes, o Confessor, Tecla era filha de um estratego do Tema da Anatólia, onde Miguel servira, e cujo nome não sabemos. Neste relato, seu pai tem sido identificado com o general - e, posteriormente, usurpador - Vardanes, o Turco. Miguel, juntamente com Leão V, o Armênio, e Tomás, o Eslavo, eram aliados próximos de Vardanes, ainda que, durante a sua revolta no verão de 803, tanto Miguel quanto Leão o abandonaram à própria sorte.
Pelo que se sabe, Tecla e Miguel tiveram apenas um filho, o imperador Teófilo (r. 813-842). A existência de uma filha chamada Helena é possível, mas há uma contradição entre as diferentes fontes. Sabe-se por um lado que Helena teria sido a esposa de Teófobo, um patrício executado em 842 por tentar um golpe contra o imperador. Jorge Hamartolos e Teófanes relatam que ele teria se casado com a irmã da imperatriz Teodora e, enfim, José Genésio relata que Teófobo se casou com uma irmã do próprio imperador. Por conta disso, não sabemos se Helena era irmã ou cunhada de Teófilo.

## Imperatriz
Em 820, Leão V acusou seu antigo companheiro de exército, Miguel II, o Amoriano, de conspirar contra ele. Miguel foi preso, mas conseguiu escapar e planejou o assassinato de Leão na Santa Sofia no Natal de 820. Leão entrou desarmado e não pôde se defender. Miguel então foi aclamado imperador e Tecla se tornou imperatriz-consorte.
Seu período como augusta foi breve e sem feitos notáveis. Ela morreu por volta de 823 e Miguel se casou com Eufrosina, uma filha de Constantino VI.